# Ovula costellata
Ovula costellata là một loài ốc biển, là động vật thân mềm chân bụng sống ở biển thuộc họ Ovulidae.

## Hình ảnh

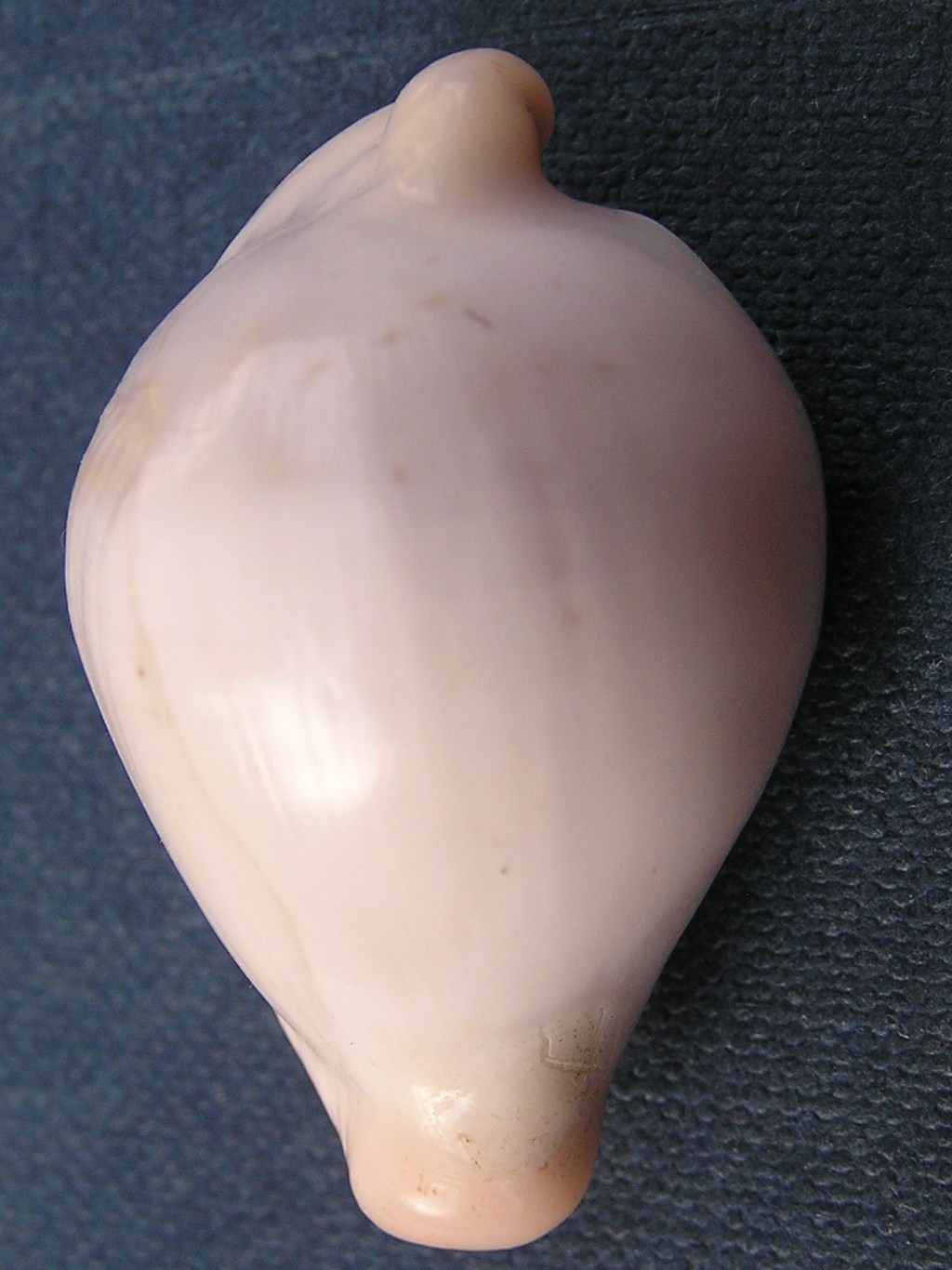
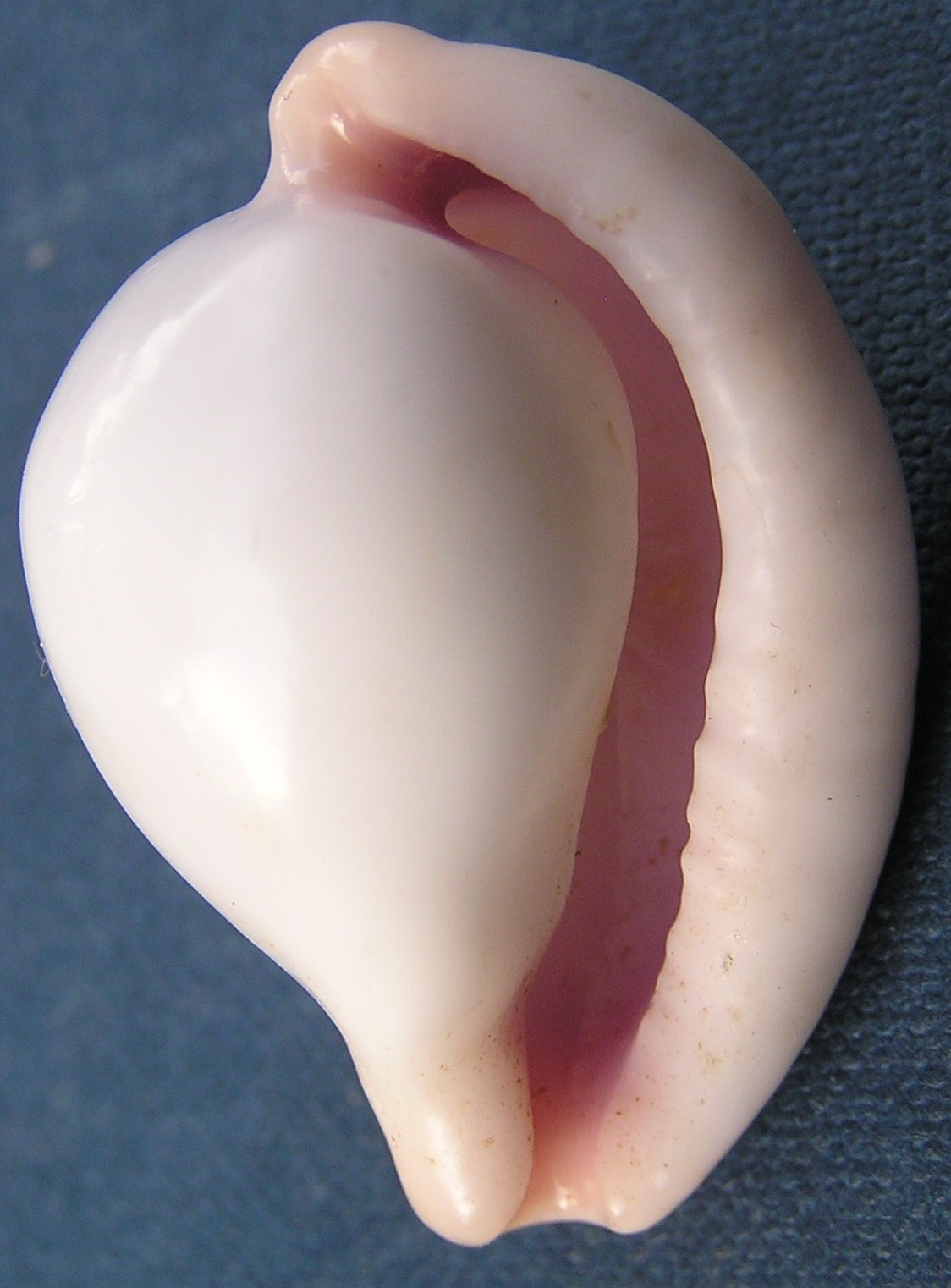